# Teriantropía

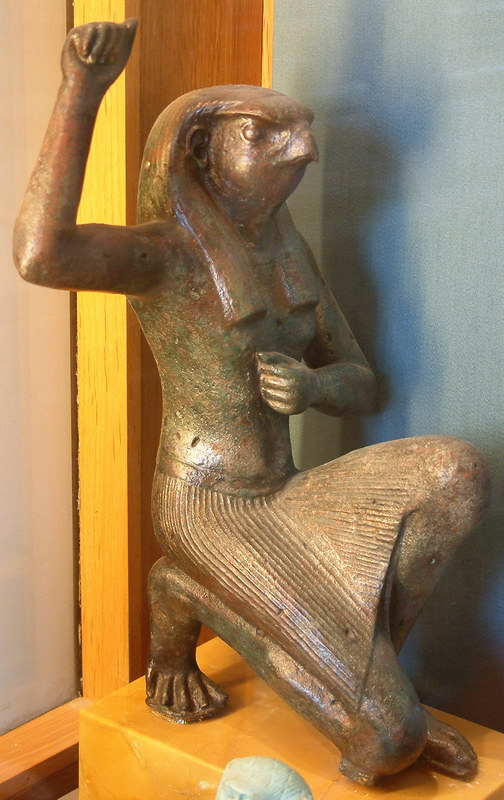
Alma de Pe, un ser mitológico del Antiguo Egipto que toma la forma de un hombre-halcón.

Se denomina teriomorfismo (del griego antiguo therion, θηρίον, que significa «animal salvaje» y morfo, μορφὴ, «forma») o teriantropía (mismo prefijo con el sufijo anthrōpos, ανθρωπος, «ser humano») a cualquier transformación de un ser humano en otro animal, ya sea de manera completa o parcial, así como la transformación inversa en un contexto mitológico o espiritual.

## Uso
En lo que concierne al estudio cultural, mitológico o antropológico, el teriomorfismo describe un personaje que comparte rasgos humanos y/o rasgos tomados de otros animales. Un ejemplo conocido es el licántropo (que incluye el hombre lobo europeo), un híbrido medio hombre, medio lobo. 
Muchos dioses egipcios son teriomorfos pues sus imágenes, aunque tienen cuerpo humano, poseen cabezas de otros animales o tienen la capacidad de transformarse en esos animales.

## Ejemplos
El etnologista Ivar Lissner teorizó acerca de que las pinturas rupestres en las que aparecen seres con características animales y humanas eran por un lado representaciones físicas de seres míticos, y por otro tentativas de representar chamanes en el proceso de adquirir las cualidades mentales y espirituales de distintas bestias. El historiador de religiones Mircea Eliade ha observado que las creencias con respecto a la identidad animal y la transformación en animales son extensas.
Teriomorfismo o teriantropía también puede referirse a las descripciones artísticas de caracteres que simultáneamente comparten rasgos humanos y de animal, por ejemplo las formas humanoides y con cabeza de animal de dioses representados en la Mitología egipcia (tales como Ra, Sobek y otros), así como criaturas tales como los centauros y las sirenas.
Muchas formas comunes de teriantropía tienen nombre propio: licantropía y cinantropía son, entre otros, los más conocidos. El término "cinantropía" fue aplicado en 1901 a los mitos chinos acerca de humanos que se transformaban en perros, perros que se transformaban en humanos, y relaciones sexuales entre humanos y canes.

## Antropología cultural
En determinadas culturas de América Latina era habitual limarse los dientes en forma puntiaguda, como un ornamento personal, para parecerse a los felinos que admiraban.

## Mito
En muchas culturas se encuentra el mito del hombre que se transforma en un otro animal salvaje.
- En el panteón del Antiguo Egipto, numerosos dioses se representaban bajo la forma de mitad hombre y mitad otro animal.
- En África, existe una fuerte presencia del hombre leopardo, así como el hombre chacal y el hombre hiena.
- En Asia se conoce la presencia del hombre tigre y el hombre tiburón y en Oceanía el hombre tiburón.
- Durante la Edad Media, los bestiarios contienen numerosas representaciones simbólicas de animales en múltiples combinaciones, formando parte de los capiteles en iglesias y catedrales.[4]
- En México se tiene en el imaginario popular la imagen del nahual, un ser humano con el poder de adquirir la forma de un coyote u otros animales.

## Licantropía
En folclore, mitología y antropología, la forma más conocida de teriantropía es licantropía (del Griego lycos («lobo») y anthrōpos («ser humano»), el término técnico para la transformación de humano a animal. Aunque la definición exacta de licantropía se refiera expresamente sólo al cambio en la forma de hombre a lobo, el término a menudo es usado para referirse a la transformación en cualquier otro tipo de animal.

## Psiquiatría
Algunas personas tienen determinados problemas clínicos que les hacen creer que se transforman en otros animales. Se habla entonces de licantropía clínica. Estas patologías no suelen ser graves pero si están asociadas a la esquizofrenia o a las disociaciones de la personalidad, pueden comportar riesgos. Esta categoría de estado mental, según determinados antropólogos, puede ser el origen de diferentes creencias chamánicas. En casos extremos, determinadas personas que han permanecido aisladas durante años, pueden desarrollar un problema clínico al considerarse como pertenecientes a otras especies de animales.